# Августалия
Августалия също Августинските игри (на латински: Augustalia, Augustales, Ludi Augustales) е фестивал в Древен Рим, който се празнува на 12 октомври в чест на Октавиан Август, първият римски император.
Празненствата се устройват за пръв път през 19 г. сл.н.е. в Рим заради победата над Антоний и Клеопатра.